# 日本を変えたニュース55年史
池上彰が選ぶ日本を変えたニュース55年史（いけがみあきらがえらぶにっぽんをかえたにゅーすごじゅうごねんし）は、2014年2月10日19:00 - 21:48 (JST)にテレビ朝日系列で放送された特別番組（教養番組）である。「テレビ朝日開局55周年記念番組」の一環として放送された。

## 概要
テレビ朝日開局55年記念番組。テレビ朝日が開局した1959年から2014年の間に世界で発生したニュースの中から、若者に知ってもらいたい「日本を変えた」ニュースを池上が解説する。

## 主な出演者

### MC
- 池上彰 - 司会
- 大下容子（テレビ朝日アナウンサー） - 進行

### ゲスト
- 森公美子
- 坂下千里子
- 光浦靖子
- 平沢勝栄
- 太川陽介
- 伊集院光
- 中尾明慶
- 吉本実憂

## 放送内容
1959年の皇太子明仁の結婚から2013年の東京オリンピック開催決定までを年代ごとに区切り紹介された。
番組で紹介した主なニュース
- 伊勢湾台風（1959年）
- チリ地震（1960年）
- ケネディ大統領暗殺事件（1963年）
- 東京オリンピック（1964年）
- ロッキード事件（1967年）
- 沖縄返還（1972年）
- あさま山荘事件（1973年）
- 日本航空350便墜落事故（1982年）
- 中野富士見中学いじめ自殺事件（1986年）
- 大韓航空機爆破事件（1987年）
- 非自民・非共産連立政権誕生（1993年）
- 天安門事件（1989年）
- 地下鉄サリン事件（1995年）
- 桶川ストーカー殺人事件（1999年）
- 東京オリンピック開催決定（2013年）など

## 主なスタッフ
- ナレーション：平野義和
- 構成：樋口卓治、嵯峨野功一、横山雄一郎
- TM：大島秀一
- TD・SW：錦戸浩司
- カメラ：雨森貴之
- 音声：林田群士
- VE：柳澤満
- 照明：木内聡
- 美術：井磧伸介
- デザイン：加藤由紀子
- 美術進行：吉居真夏、廣澤陽子
- 大道具：松本寿久
- 電飾：千田徹哉
- 小道具：石井琢也
- モニター：鈴木久
- 装置：長野敦子
- メイク：岡山優子、古宿沙織
- 編集：坂朋典
- MA：斉藤亮
- 音響効果：板井基至（ふなや）
- TK：船木玉緒
- デスク：佐藤まゆみ
- 宣伝：谷俊之
- 編成：桐永洋、二階堂義明、吉川徹、柳井寛史
- CG：松島祐樹、PDトウキョウ
- 美術協力：テレビ朝日クリエイト、テレビ朝日サービス
- 技術協力：読売映像、テレテック、テイクシステムズ、東京オフラインセンター
- 協力：共同通信社、ロイター/アフロ、AFP=時事、東京ドーム、ITNソース/ロイター、EPA=時事、Jリーグメディアプロモーション、中谷吉隆/アフロ、讀賣新聞社/アフロ、AP/アフロ、アフロ、時事通信社、日刊スポーツ/アフロ、中国通信/時事通信フォト、毎日新聞社/アフロ、毎日新聞、時事通信フォト、ロイター=共同、Lentikuva/時事通信フォト、CNP/時事通信フォト、Photoshot/時事通信フォト、朝日新聞社/時事通信フォト、dpa/時事通信フォト、RIA Novosti/時事通信フォト
- リサーチ：フリード、ノマド
- AP：須貝マミ、平井麻美
- 危機管理担当：三輪源一、木下健
- ディレクター：田中拓郎、藤野智宏（ふなや）、斉藤俊、金丸理恵子、伊藤和彦、庄司金之助、前川譲
- プロデューサー：丹羽敦子、原田廣一（THE WORKS）、乾弘明（花組）
- ゼネラルプロデューサー・演出：保坂広司
- 制作協力：THE WORKS、花組、ふなや
- 制作著作：テレビ朝日